# Radar bistatique
Pour les articles homonymes, voir radar (homonymie).

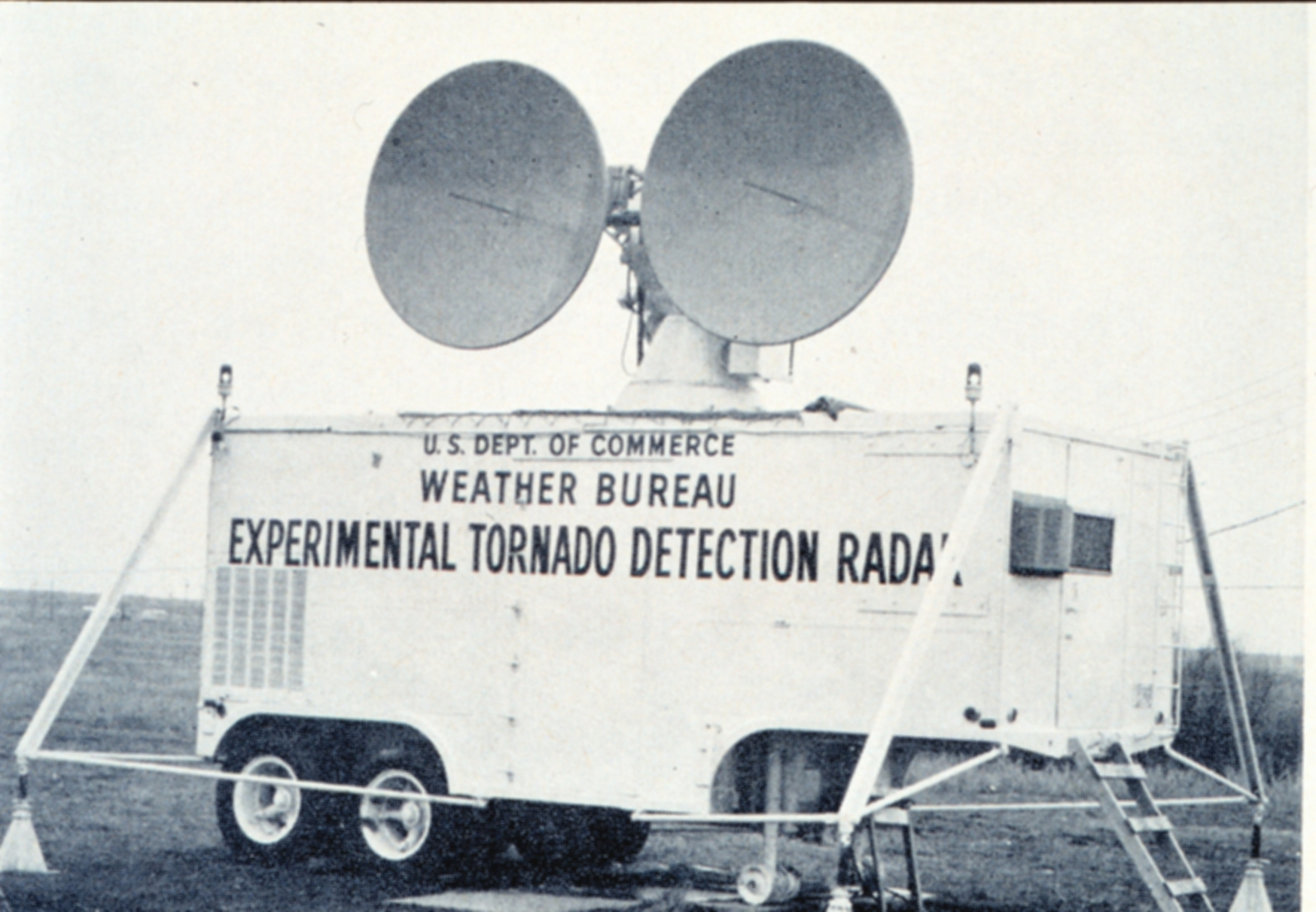
Radar bistatique à ondes entretenues utilisé à la fin des années 1950 aux États-Unis pour tester le concept Doppler en radar météorologique. Les antennes étant très près l’une de l'autre, il s'agit d'un radar pseudo-monostatique.

Un radar bistatique est un radar dont l'émetteur et le récepteur sont séparés. La distance entre l'émetteur et le récepteur est de l'ordre de la distance théorique de la cible. Inversement, un radar dont l'émetteur et le récepteur sont au même endroit est appelé « radar monostatique ».

## Différents types de radars bistatiques

### Radar pseudo-monostatique

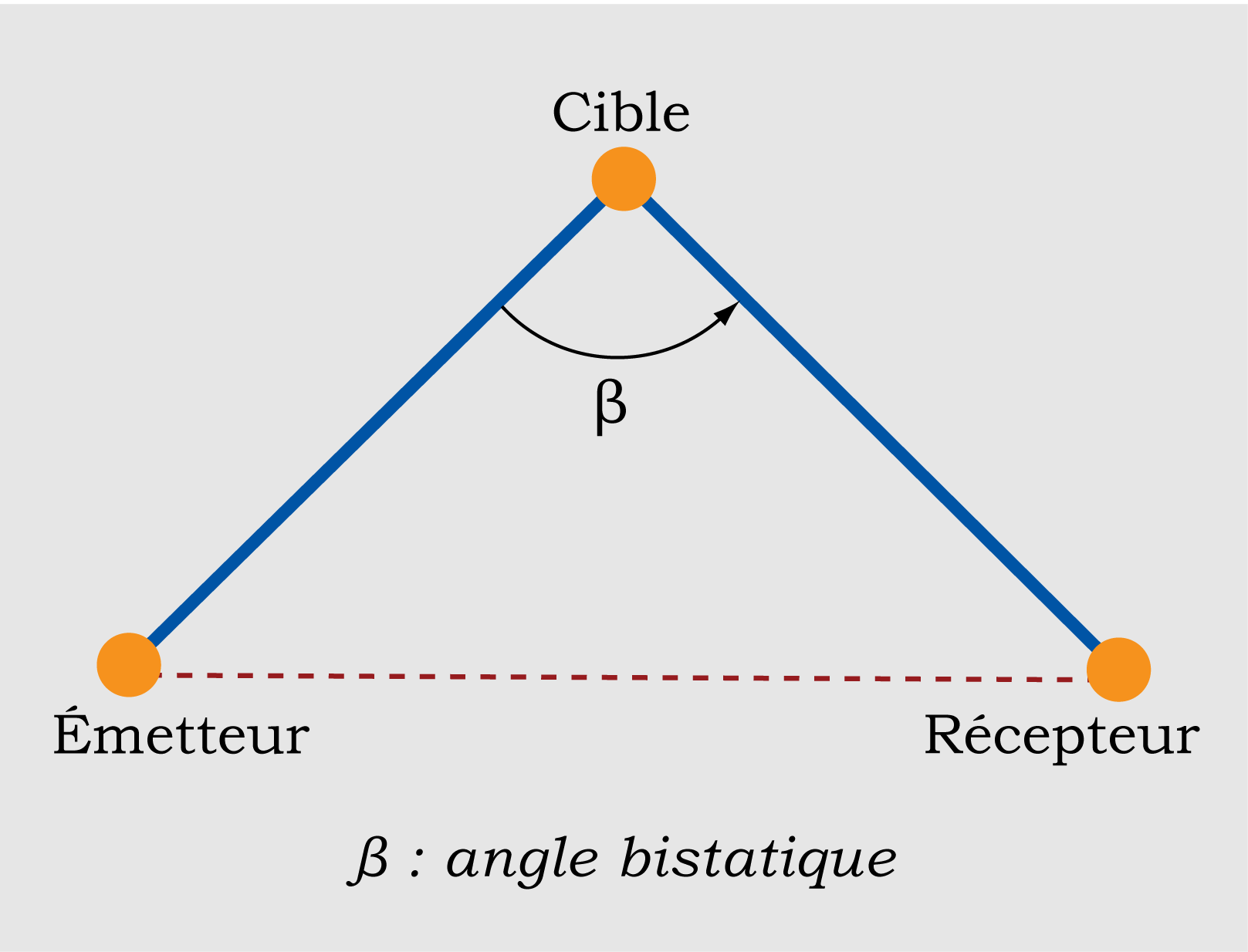
Angle bistatique.

Certains systèmes ont bien des émetteurs et récepteurs séparés mais l'angle sous-tendu par l'émetteur, la cible et le récepteur (« angle bistatique ») est voisin de zéro (l'émetteur et le récepteur sont proches l'un de l'autre). Dans ce cas, on est ramené au cas de figure d'un radar monostatique. C'est pourquoi cette configuration est appelée « pseudo–monostatique ». Par exemple, certains radars HF à longue portée ont leur émetteur et leur récepteur séparés de quelques dizaines de kilomètres pour des raisons d'isolation électrique, mais, au regard de leur portée de 1 000 à 3 500 km, ils ne sont pas considérés comme des bistatiques vrais et sont considérés comme pseudo-monostatiques.

### Radar à diffraction

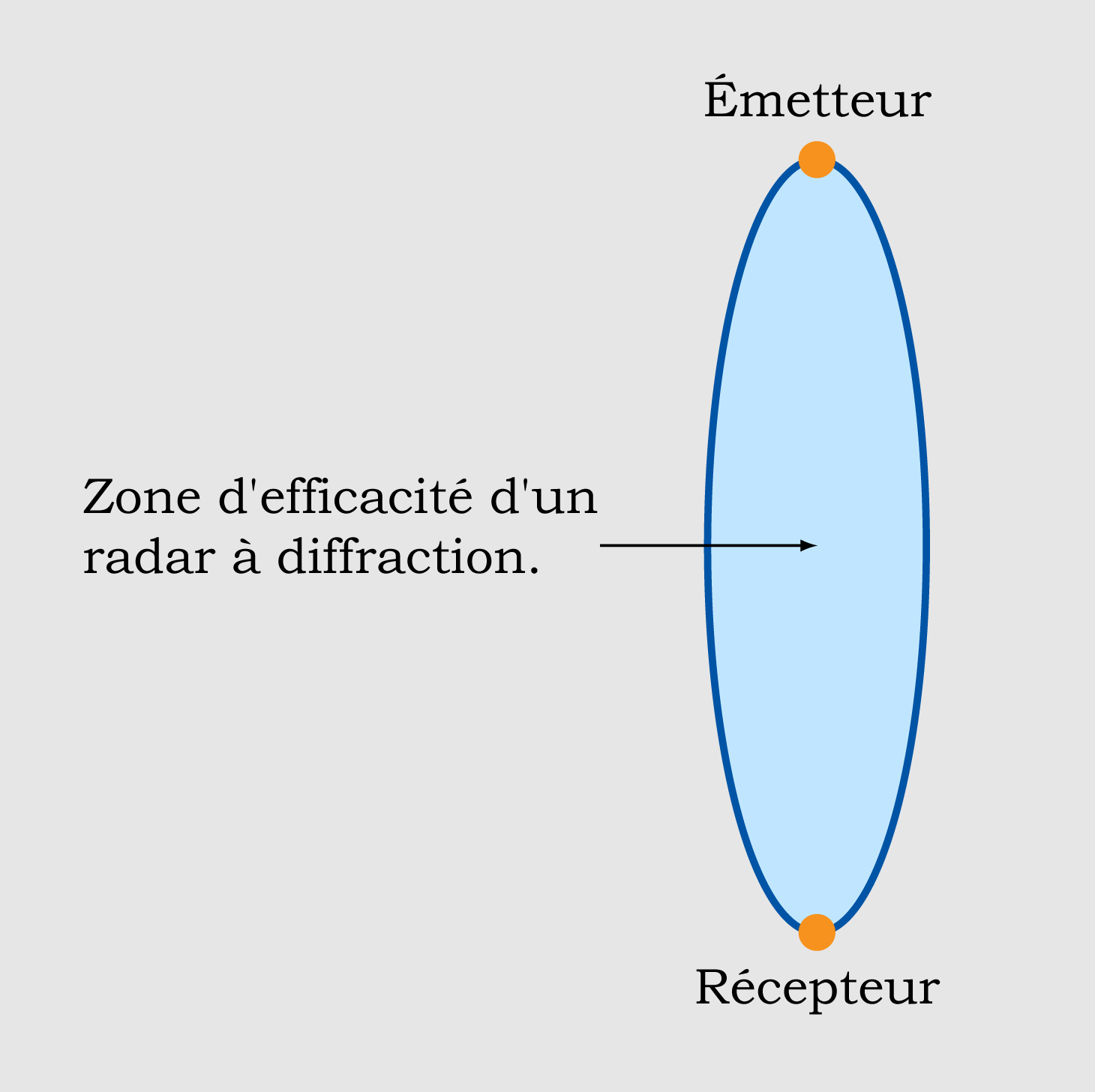
Radar à diffraction.

Dans certaines configurations, le radar bistatique — avec un angle bistatique de 180 degrés — est prévu pour fonctionner comme une barrière et détecter les cibles qui passent entre l'émetteur et le récepteur. Ceci est un cas particulier du radar bistatique que l'on nomme « radar à diffraction » en raison de son principe de fonctionnement qui veut que l'énergie transmise soit diffractée par la cible. La diffraction peut être modélisée en utilisant le principe de Babinet et représente un système potentiel de contre-mesure pour les avions furtifs compte tenu de ce que la surface équivalente radar (SER, ou RCS, Radar Cross Section) n'est sensible qu'à la silhouette de l'avion et n'est pas influencée par les revêtements et les formes furtives. La SER se calcule avec σ = 4πA²/λ², où σ est la surface équivalente radar, A est la surface de la silhouette et λ la longueur d'onde du radar. Cependant, la localisation et la poursuite de cibles furtives restent très difficiles avec les radars à diffraction car les informations déduites des mesures de distance, d'azimut et d'effet Doppler deviennent extrêmement pauvres (tous ces paramètres tendent vers zéro quelle que soit la position de la cible dans la barrière).

### Radar multistatique
Un système radar multistatique comporte au moins trois composants — par exemple, un récepteur et deux émetteurs, ou deux récepteurs et un émetteur, ou encore plusieurs émetteurs et plusieurs récepteurs. C'est, en fait, une généralisation du radar bistatique avec un ou plusieurs récepteurs traitant les informations de un ou plusieurs émetteurs situés sur des positions différentes.

### Radar passif
Un radar bistatique ou multistatique qui utilise les informations d'émetteurs qui ne sont pas des émetteurs radar est appelé radar passif. Par exemple, il peut utiliser les émissions d'une station de radiodiffusion commerciale ou des radiocommunications. C'est un cas particulier du radar bistatique qui peut utiliser des informations provenant d'un émetteur radar ou non.

## Avantages et inconvénients

### Avantages principaux
- Faible coût à l'achat et à l'entretien (si on utilise l'émetteur d'un tiers).
- Pas d'autorisation d'utilisation d'une fréquence (si on utilise l'émetteur d'un tiers).
- Mise en œuvre secrète du récepteur.
- Bonne résistance aux contre-mesures électroniques car le type d'onde, la fréquence utilisée et la position du récepteur sont inconnus.
- Possibilité d'optimiser la surface équivalente radar (SER) résultante des effets géométriques de la cible.

### Inconvénients majeurs
- Système complexe.
- Frais de communication entre les différents sites.
- Pas de contrôle de l'émetteur (si on utilise l'émetteur d'un tiers).
- Plus difficile à mettre en œuvre.
- Mauvaise couverture à basse altitude car plusieurs sites doivent être à vue.